# Psila villosula
Psila villosula är en tvåvingeart som beskrevs av Johann Wilhelm Meigen 1826. Psila villosula ingår i släktet Psila och familjen rotflugor. Inga underarter finns listade i Catalogue of Life.